# A.A.A. mamma cercasi
(Lo dice nel film Mrs. Cavour ai fratelli Martin)
A.A.A. mamma cercasi è un film statunitense del 1994 di genere commedia scritto e diretto da Tia Brelis, e basato su un romanzo di sua madre Nancy Brelis. Nel cast figurano i premi Oscar Sissy Spacek e Maureen Stapleton, la giovanissima Anna Chlumsky, reduce dal successo di Papà, ho trovato un amico, e André the Giant alla sua ultima apparizione cinematografica.

## Trama
Elizabeth, Jeremy e Harry Martin vivono con una madre assillante e poco presente. Un giorno parlano con la loro vicina di casa, Mrs. Cavour, un'anziana con la passione del giardinaggio, che rivela loro un'antica formula magica in latino che potrebbe far scomparire la signora Martin. La sera stessa i tre pronunciano la formula e la mattina dopo scoprono di essere rimasti da soli senza più la presenza di un adulto in casa; inoltre, non ricordano più l'identità della loro mamma. Mrs. Cavour, di nuovo interpellata dai tre ragazzi, spiega loro che esiste uno speciale vicolo nella loro città, “il mercato delle mamme”, dove è possibile scegliere tra vari tipi di madre come se si fosse in un negozio. I ragazzini faranno tre incauti “acquisti”: una francese snob somigliante un po' a Crudelia De Mon, una maniaca degli sport e delle escursioni, e un'artista circense.